# Behuria huberioides
Behuria huberioides är en tvåhjärtbladig växtart som beskrevs av Alexander Curt Brade. Behuria huberioides ingår i släktet Behuria och familjen Melastomataceae. Inga underarter finns listade i Catalogue of Life.